# پناهگاه زیرزمینی تهیق
پناهگاه زیرزمینی تهیق مربوط به دوره ایلخانی است و در شهرستان خمین، بخش کمره، دهستان خرمدشت، روستای تهیق واقع شده و این اثر در تاریخ ۲۰ اسفند ۱۳۸۵ با شمارهٔ ثبت ۱۸۰۱۵ به‌عنوان یکی از آثار ملی ایران به ثبت رسیده است.